# Bessonies
Bessonies är en kommun i departementet Lot i regionen Occitanien i södra Frankrike. Kommunen ligger i kantonen Latronquière som tillhör arrondissementet Figeac. År 2022 hade Bessonies 74 invånare.

## Befolkningsutveckling
Antalet invånare i kommunen Bessonies
| Referens: INSEE |